# Oostwold (Oldambt)
Pour les articles homonymes, voir Oostwold.
Oostwold est un village situé dans la commune néerlandaise d'Oldambt, dans la province de Groningue. Le 1er janvier 2006, le village comptait 1 030 habitants.